# Saint-Romain-de-Surieu
Saint-Romain-de-Surieu é uma comuna francesa na região administrativa de Auvérnia-Ródano-Alpes, no departamento de Isère. Estende-se por uma área de 4,71 km². Em 2010 a comuna tinha 362 habitantes (densidade: 76,9 hab./km²).